# 트라이브나무타기쥐
트라이브나무타기쥐(Rhipidomys tribei)는 비단털쥐과에 속하는 수상성 설치류이다. 브라질의 토착종이다.

## 특징
작은 설치류로 꼬리 길이 131~150mm를 제외한 몸길이가 96~130mm이고, 발 길이는 25~29mm이다. 귀 길이는 16~21mm, 몸무게는 최대 68g이다. 털은 짧고 3가지 색으로 이루어져 있다. 등 쪽은 갈색-노랑부터 불그스레한 갈색까지 다양하며, 털 끝은 검고 피부 쪽은 회색인 반면에 배 쪽은 희끄무레한 색을 띠고 배 옆 쪽으로 검은 회색 반점이 보인다. 귀는 비교적 짧고, 짧은 갈색 털과 함께 점이 나 있다. 발 등은 희끄무레한 털로 덮여 있고, 검은 반점이 발가락까지 이어져 있다. 꼬리 길이가 몸길이보다 길고, 균일하게 검은색을 띠고 3개의 털에 하나 정도의 작은 비늘 털이 섞여 있으며, 꼬리 끝은 긴 털의 붓꼬리 형태를 띤다. 핵형은 2n=44, FN=50이다.

## 생태
나무 위에서 생활하는 수상성 동물이다. 먹이는 식물 씨앗이다.

## 분포 및 서식지
브라질 남동부 미나스제라이스주 3곳에서만 알려져 있다. 이스피리투산투주 남부 구릉 지대에서 포획되는 일부 개체군도 트라이브나무타기쥐로 추정된다. 해발 최대 1,300m의 초원으로 둘러싸인 준탈락성 강가 숲에서 서식한다.